# Circuit de Lorraine 2012
Il Circuit de Lorraine 2012, cinquantaduesima edizione della corsa, si svolse dal 16 al 20 maggio su un percorso di 852 km ripartiti in 5 tappe, con partenza a Rombas e arrivo a Hayange. Fu vinto dal francese Nacer Bouhanni della FDJ davanti al suo connazionale Steven Tronet e all'italiano Marco Marcato.

## Tappe
| Tappa  | Data      | Percorso                | km    | Vincitore di tappa | Leader cl. generale |
| ------ | --------- | ----------------------- | ----- | ------------------ | ------------------- |
| 1ª     | 16 maggio | Rombas > Neuves-Maisons | 159,5 | Nacer Bouhanni     | Nacer Bouhanni      |
| 2ª     | 17 maggio | Etain > L'Hôpital       | 176,5 | Francesco Lasca    | Nacer Bouhanni      |
| 3ª     | 18 maggio | Pompey > Neufchâteau    | 200,5 | Sébastien Hinault  | Nacer Bouhanni      |
| 4ª     | 19 maggio | Briey > Metz            | 157,5 | Danilo Napolitano  | Nacer Bouhanni      |
| 5ª     | 20 maggio | Thionville > Hayange    | 158,5 | Steven Tronet      | Nacer Bouhanni      |
| Totale | Totale    | Totale                  | 852   |                    |                     |

## Dettagli delle tappe

### 1ª tappa
- 16 maggio: Rombas > Neuves-Maisons – 159,5 km

| Pos. | Corridore      | Squadra      | Tempo    |
| ---- | -------------- | ------------ | -------- |
| 1    | Nacer Bouhanni | FDJ          | 3h54'45" |
| 2    | Marco Marcato  | Vacansoleil  | s.t.     |
| 3    | Cyril Lemoine  | Saur-Sojasun | s.t.     |

| Pos. | Corridore      | Squadra      | Tempo    |
| ---- | -------------- | ------------ | -------- |
| 1    | Nacer Bouhanni | FDJ          | 3h54'35" |
| 2    | Marco Marcato  | Vacansoleil  | a 4"     |
| 3    | Cyril Lemoine  | Saur-Sojasun | a 6"     |

### 2ª tappa
- 17 maggio: Etain > L'Hôpital – 176,5 km

| Pos. | Corridore       | Squadra    | Tempo    |
| ---- | --------------- | ---------- | -------- |
| 1    | Francesco Lasca | Caja Rural | 4h23'32" |
| 2    | Steven Tronet   | Auber '93  | s.t.     |
| 3    | Nacer Bouhanni  | FDJ        | s.t.     |

| Pos. | Corridore      | Squadra     | Tempo    |
| ---- | -------------- | ----------- | -------- |
| 1    | Nacer Bouhanni | FDJ         | 8h18'01" |
| 2    | Marco Marcato  | Vacansoleil | a 10"    |
| 3    | Steven Tronet  | Auber '93   | s.t.     |

### 3ª tappa
- 18 maggio: Pompey > Neufchâteau – 200,5 km

| Pos. | Corridore         | Squadra     | Tempo    |
| ---- | ----------------- | ----------- | -------- |
| 1    | Sébastien Hinault | AG2R        | 5h01'07" |
| 2    | Nacer Bouhanni    | FDJ         | s.t.     |
| 3    | Marco Marcato     | Vacansoleil | s.t.     |

| Pos. | Corridore         | Squadra     | Tempo     |
| ---- | ----------------- | ----------- | --------- |
| 1    | Nacer Bouhanni    | FDJ         | 13h19'02" |
| 2    | Sébastien Hinault | AG2R        | a 12"     |
| 3    | Marco Marcato     | Vacansoleil | s.t.      |

### 4ª tappa
- 19 maggio: Briey > Metz – 157,5 km

| Pos. | Corridore         | Squadra      | Tempo    |
| ---- | ----------------- | ------------ | -------- |
| 1    | Danilo Napolitano | Acqua & Sap. | 3h24'20" |
| 2    | Nacer Bouhanni    | FDJ          | s.t.     |
| 3    | Sébastien Hinault | AG2R         | s.t.     |

| Pos. | Corridore         | Squadra     | Tempo     |
| ---- | ----------------- | ----------- | --------- |
| 1    | Nacer Bouhanni    | FDJ         | 16h43'16" |
| 2    | Sébastien Hinault | AG2R        | a 14"     |
| 3    | Marco Marcato     | Vacansoleil | a 18"     |

### 5ª tappa
- 20 maggio: Thionville > Hayange – 158,5 km

| Pos. | Corridore      | Squadra     | Tempo    |
| ---- | -------------- | ----------- | -------- |
| 1    | Steven Tronet  | Auber '93   | 3h33'15" |
| 2    | Laurent Pichon | Bretagne    | s.t.     |
| 3    | Marco Marcato  | Vacansoleil | s.t.     |

| Pos. | Corridore      | Squadra     | Tempo     |
| ---- | -------------- | ----------- | --------- |
| 1    | Nacer Bouhanni | FDJ         | 20h16'31" |
| 2    | Steven Tronet  | Auber '93   | a 12"     |
| 3    | Marco Marcato  | Vacansoleil | a 14"     |

## Classifiche finali

### Classifica generale
| Pos. | Corridore         | Squadra           | Tempo     |
| ---- | ----------------- | ----------------- | --------- |
| 1    | Nacer Bouhanni    | FDJ               | 20h16'31" |
| 2    | Steven Tronet     | Auber '93         | a 12"     |
| 3    | Marco Marcato     | Vacansoleil       | a 14"     |
| 4    | Sébastien Hinault | Ag2r-La Mondiale  | s.t.      |
| 5    | Laurent Pichon    | Bretagne-Schuller | a 22"     |
| 6    | Rémi Cusin        | Team Type 1       | a 23"     |
| 7    | Cyril Lemoine     | Saur-Sojasun      | a 24"     |
| 8    | Björn Leukemans   | Vacansoleil       | a 25"     |
| 9    | Javier Mejías     | Team Type 1       | s.t.      |
| 10   | Brice Feillu      | Saur-Sojasun      | a 26"     |